# سیارک ۳۰۹
سیارک ۳۰۹ (به انگلیسی: 309 Fraternitas) سیصد و نهمین سیارک کشف شده‌است که در ۶ آوریل ۱۸۹۱ و در وین کشف شد.
قدر مطلق سیارک برابر ۱۰٫۴۰ است.